# Ranunculus bupleuroides
Ranunculus bupleuroides Brot. – gatunek rośliny z rodziny jaskrowatych (Ranunculaceae Juss.). Występuje endemicznie w Portugalii oraz północno-zachodniej części Hiszpanii. 

## Morfologia
PokrójBylina dorastająca do 15–50 cm wysokości.
LiścieMają jajowaty lub lancetowaty kształt. Mierzą 2–8 cm długości. Przylistki mają podłużnie lancetowaty lub liniowy kształt. Są siedzące – nie mają ogonków liściowych.
KwiatySą zebrane od 2 do 5 w kwiatostanach. Mają jasnożółtą barwę. Dorastają do 2–3 cm średnicy. Mają 5 płatków.
Gatunki podobneRoślina jest podobna do gatunku R. pyrenaeus, ale ma liście o jajowatym lub lancetowatym kształcie, natomiast kwiaty mają płatki o jasnożółtej barwie.

## Biologia i ekologia
Rośnie w suchych zaroślach. Występuje na wysokości od 1700 do 2800 m n.p.m. Kwitnie pod koniec lata. Preferuje stanowiska w pełnym nasłonecznieniu. Dobrze rośnie na wilgotnym, żyznym i dobrze przepuszczalnym podłożu. 